# Charles Bertie (1640-1711)
Le capitaine Charles Bertie (v. 1640 - 22 mars 1711), d'Uffington, près de Stamford, Lincolnshire, est un administrateur britannique, diplomate et homme politique conservateur qui siège à la Chambre des communes anglaise et britannique entre 1678 et 1711. Il devient secrétaire au Trésor sous la direction de son beau-frère, le comte de Danby, de 1673 à 1679, mais n'exerce pas de pouvoir politique important par la suite. Il occupe à deux reprises du poste de trésorier de l'Ordnance avant sa mort en 1711.

## Jeunesse et voyages à l'étranger
Bertie est le cinquième fils de Montagu Bertie (2e comte de Lindsey) et de sa première épouse, Martha Cokayne. Il fait ses études d'abord dans une école de Charles Croke à Amersham, puis probablement à la Westminster School. Admis au Middle Temple le 25 octobre 1658, il n'entre pas cependant dans la carrière d'avocat mais part à l'étranger en France et en Suisse pendant plusieurs années.
Déterminé à suivre une carrière diplomatique, Bertie est attaché à Madrid de 1664 à 1665 sous Richard Fanshawe, qui écrit favorablement sur lui au roi. Il obtient son diplôme MA de l'Université d'Oxford en 1665 et est incorporée à l'Université de Cambridge en 1667 . Il est ensuite nommé sous-lieutenant dans la Royal Navy et capitaine dans les Coldstream Guards en 1668.
Bertie voyage à travers la Scandinavie et peut-être la Prusse et la Pologne en 1670, et est nommé envoyé extraordinaire au Danemark en mars 1671. Il part le mois suivant pour le Danemark, via Hambourg, et rentre chez lui en février 1672 après l'achèvement de ses négociations.

## Secrétaire du Trésor

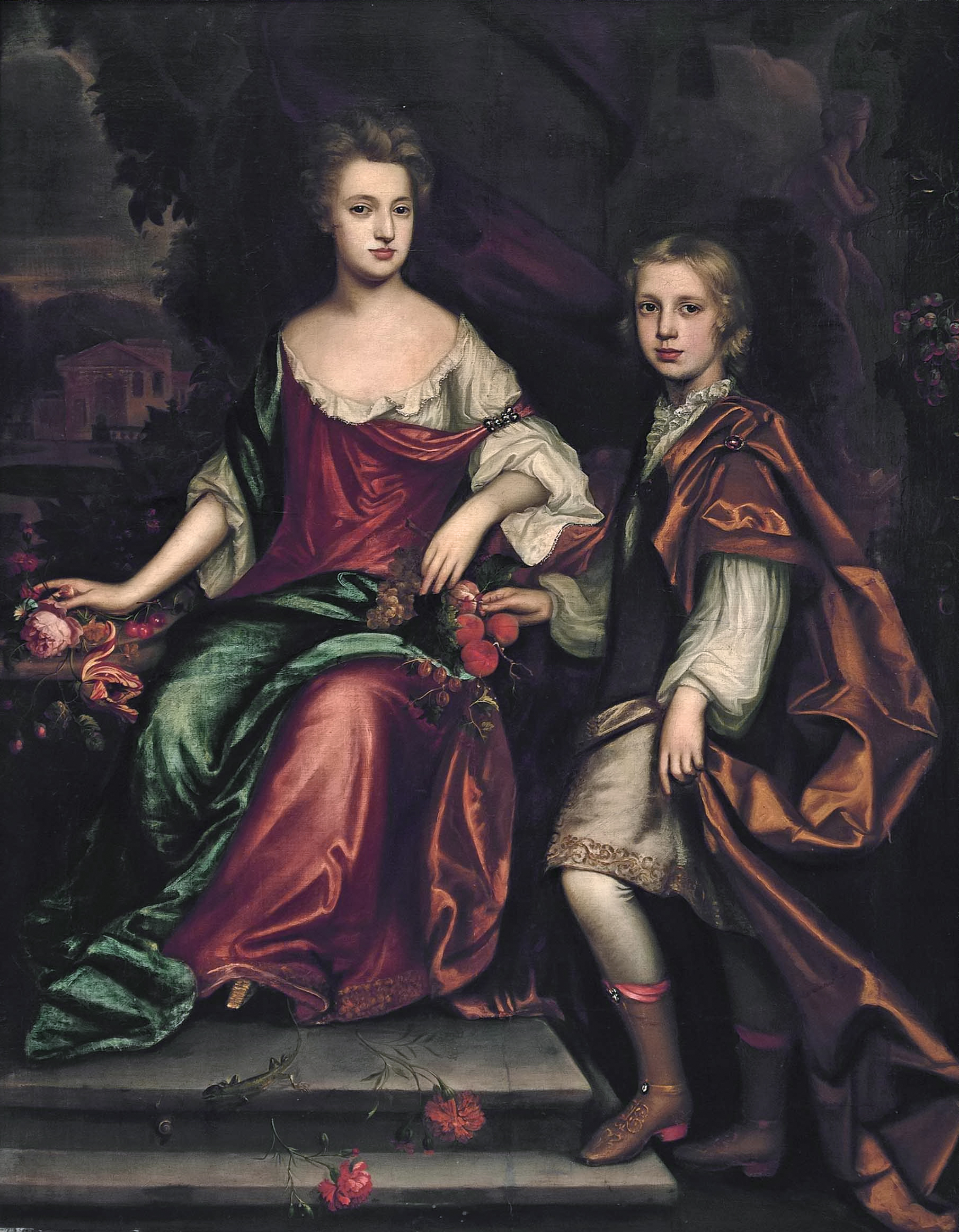
Charles et Elizabeth Bertie, plus tard Lady Fitzwalter (entourage de Thomas Murray)

En 1673, le beau-frère de Bertie, alors vicomte Latimer, est nommé Lord grand trésorier, offrant à Bertie une nouvelle voie d'avancement. Il est nommé secrétaire au Trésor et y sert comme administrateur de son beau-frère jusqu'en 1679. Il achète également un domaine à Uffington, Lincolnshire en 1673, et l'année suivante épouse Mary (décédée le 13 janvier 1679), fille de Peter Tryon et veuve de Sir Samuel Jones.
Bertie est désireux d'obtenir des postes de trésorier supplémentaires et obtient une réversion du poste de trésorier de l'Ordnance en 1675 et le poste de vérificateur de la recette de l'Échiquier l'année suivante. Il tente également d'entrer à la Chambre des communes lors d'une élection partielle à Grimsby en avril 1675, mais est battu. Cependant, en février 1678, il est élu pour Stamford lors d'une autre élection partielle .
En tant que Lord High Treasurer, Danby, bien que personnellement anti-français, est profondément impliqué dans la collecte par Charles II d'une subvention de Louis XIV, en échange de la neutralité anglaise. Avec la rupture des relations anglo-françaises en 1678, Louis, par l'intermédiaire du mécontent Ralph Montagu, tente en libérant plusieurs de ses lettres de faire de Danby le bouc émissaire de la politique. Bertie s'oppose à la destitution de Danby, mais en vain, et son soutien à Danby lui coûte son siège en janvier 1679. Bertie lui-même est impliqué dans la controverse sur la distribution de l'argent des services secrets, et en mai, après avoir refusé de témoigner sans l'ordre du roi, est placé sous la garde du sergent d'armes de la Chambre des communes britannique, où il reste jusqu'à la dissolution du Parlement en juillet.

## Fin de carrière
Nommé envoyé extraordinaire en Allemagne à l'été 1680, Bertie est donc hors du pays lorsqu'un nouveau Parlement est convoqué en octobre. Il voyage à travers de nombreux États allemands avant d'être rappelé après la dissolution du Parlement d'Oxford en mars 1681. De retour en Angleterre en juin, il devient en août trésorier de l'Ordnance. Avec l'accession au trône de Jacques II, Bertie est de nouveau réélu député de Stamford. À cette époque, il construit également une nouvelle maison de campagne à Uffington et est nommé à des postes locaux à Boston et Stamford.
Bertie conserve la faveur de James tout au long de son changement de politique et de l'émission de la déclaration d'indulgence et est candidat de la cour pour les élections avortées de 1688. Cependant, il est dans le Yorkshire avec Danby lorsque ce dernier s’apprête à faire venir Guillaume d'Orange. Il descend à Londres en octobre pour apaiser les craintes de James et est considéré comme un médiateur entre James et Danby. Ses liens avec Danby lui permettent de conserver son influence après la Glorieuse Révolution et il continue à occuper son siège au Parlement. Il soutient la proposition de Danby de déclarer le trône vacant et de le confier à Marie .
Bien que Danby, maintenant marquis de Carmarthen, soit revenu au sommet, Bertie reste politiquement en marge, étant passé au poste de secrétaire au Trésor en 1691. Il occupe plusieurs postes mineurs, dont celui de secrétaire à la justice à Eyre au sud de la Trent de 1693 à 1697, tandis que la fonction est occupée par son demi-frère James Bertie (1er comte d'Abingdon). Alors qu'il signe l'Association en 1696, il reste un tory fiable, s'opposant au vainqueur de Sir John Fenwick cette année-là .
Avec la chute définitive de Carmarthen, alors duc de Leeds, en 1699, Bertie perd son poste de trésorier de l'Ordnance au profit de Harry Mordaunt mais le retrouve en 1702 avec l'avènement d'Anne. Son soutien à un projet de loi de conformité occasionnelle en 1704 est probablement la cause de son renvoi en 1705. Bertie s'oppose à la destitution d'Henry Sacheverell en 1710 .

## Mort et héritage
Bertie souffre de « maux d'estomac » pendant une grande partie de 1710 et meurt le 22 mars 1711. Il est enterré à Uffington où son monument fait référence à sa «réputation sans tache» au service de Stamford pendant plus de 30 ans. Lui et sa femme ont deux enfants .
- Charles Bertie (après 1674-1730) qui le remplace en tant que député de Stamford.
- Elizabeth Bertie (24 juillet 1675 – 20 décembre 1730), mariée le 8 juin 1693 à Charles Mildmay, 18e baron FitzWalter.